# Bathyarctus faxoni
Bathyarctus faxoni is een tienpotigensoort uit de familie van de Scyllaridae. De wetenschappelijke naam van de soort is voor het eerst geldig gepubliceerd in 1917 door Bouvier.